# داميان منير
داميان منير (بالفرنسية: Damien Monier)‏ ولد بتاريخ 27 أغسطس 1982 في كليرمون فيران، هو دراج فرنسي في صنف سباق الدراجات على الطريق.

## سجل النتائج

### سباقات أو مراحل فاز بها
- طواف إيطاليا

## روابط خارجية
- داميان منير على موقع الاتحاد الدولي للدراجات (الإنجليزية)
- داميان منير على موقع أرشيف الدراجات (الإنجليزية)
- داميان منير على موقع إحصائيات الدراجات الإحترافية (الإنجليزية)
- داميان منير على موقع نسبة الدراجات (الإنجليزية)
- داميان منير على موقع CycleBase (الإنجليزية)

- داميان منير على موقع الاتحاد الدولي للدراجات (الإنجليزية)
- داميان منير على موقع أرشيف الدراجات (الإنجليزية)
- داميان منير على موقع إحصائيات الدراجات الإحترافية (الإنجليزية)
- داميان منير على موقع نسبة الدراجات (الإنجليزية)
- داميان منير على موقع CycleBase (الإنجليزية)